# Algo viejo, algo nuevo, algo prestado
Algo viejo, algo nuevo, algo prestado és una pel·lícula del cineasta argentí Hernán Rosselli. Va ser estrenada el 2024 en la Quinzena de Cineastes del Festival Internacional de Cinema de Canes. Ha rebut el premi a la millor pel·lícula del Festival Internacional de Cinema de Gijón (FICX62).

## Argument
La pel·lícula segueix els passos d'una jove el pare de la qual es dedica a les apostes clandestines a Buenos Aires i del qual sospita que podria tenir una segona família. Des que el seu pare va morir, Maribel i la seva mare, Alejandra, van quedar a càrrec de la complexa empresa familiar. Un secret que desmuntarà totes les seves creences i li permetrà albirar una realitat molt distinta.

## Repartiment
- Javier Abril com a Javier Abril Rotger

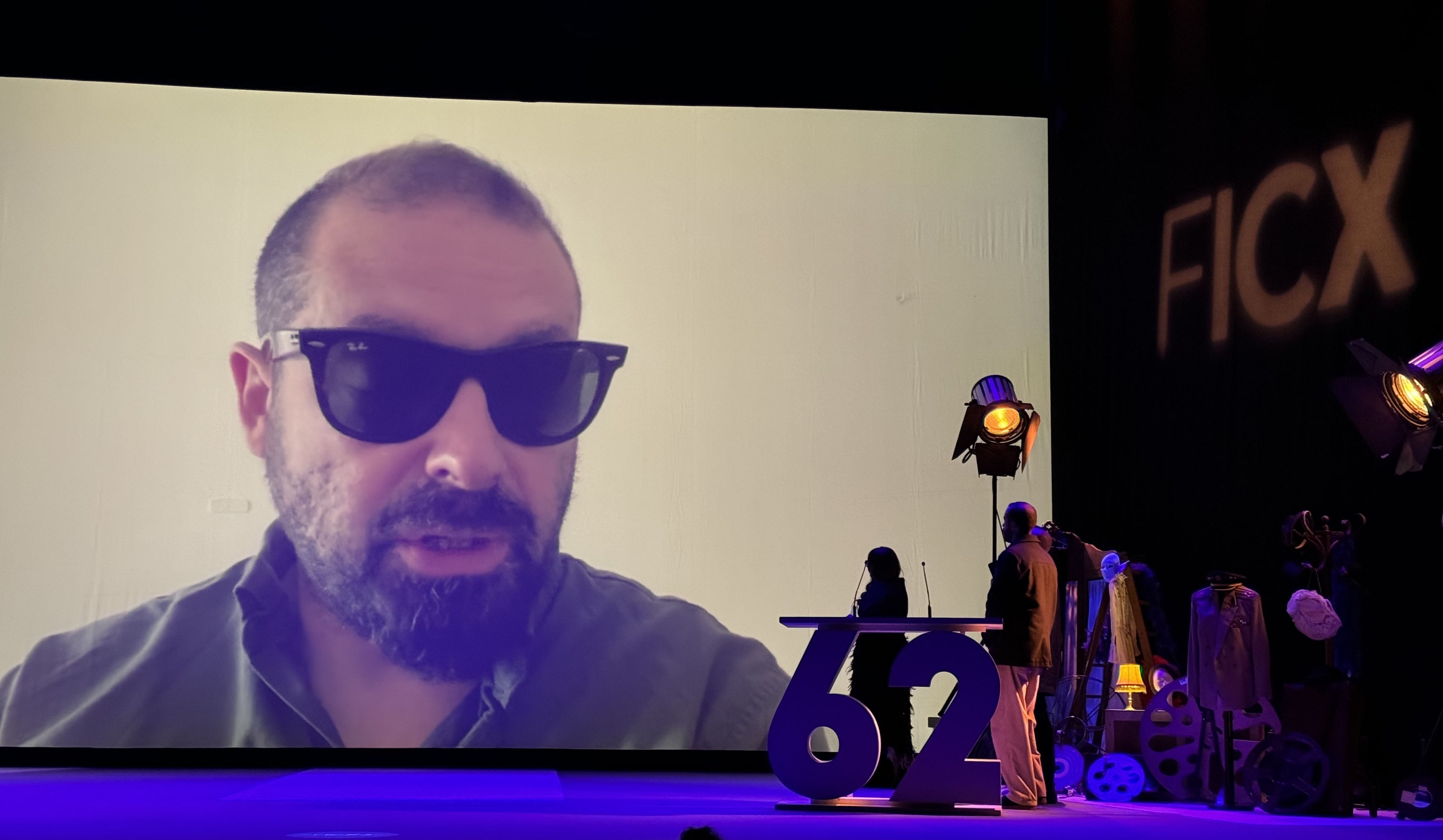
Rosselli rep el premi a la millor pel·lícula en el Festival Internacional de Cinema de Gijón 2024

- Marcelo Barbosa
- Alejandra Cánepa
- Hugo Felpeto
- Maribel Felpeto
- Leandro Menéndez
- Juliana Simoes Risso

## El director
Hernán Rosselli, director i guionista de la pel·lícula ha explicat que el projecte va sorgir de manera fortuïta: Una de les protagonistes, Maribel, coneguda seva de fa anys, li va mostrar en 2017 vídeos casolans que el pare havia filmat entre 1986 i 2000. “Els vaig veure i em va semblar increïble, no eren pel·lícules familiars, sinó que tenien una petita posada en escena”. Rosselli precisa que en realitat aquesta família no té res a veure amb el món de les apostes.
Algo viejo, algo nuevo, algo prestado és el segon llargmetratge de Rosselli després de Mauro (2015)

## Crítiques i recepció
| «                         | El director entreteixeix un embriagador relat d'acte ficció combinant imatges d'arxiu (vídeos casolans de la seva veïna de la infància, Maribel Felpeto) amb una narrativa de ficció emmarcada en la història dels Rosselli i que és interpretada per Felpeto i la seva família.(...) la lentitud del film queda compensada per l'art amb què Rosselli esculpeix l'estructura espacial d'aquest, la qual aconsegueix barrejant elements fotogràfics (Joaquin Neira i Hugo Felpeto) i auditius, així com altres mètodes multimodals a l'hora de captar i detallar la vida, el passat i els records. | » |
| — Olivia Popp. Cineuropa. | |   |

| «                               | El director argentí dona mostres d'un control envejable del tempo narratiu, així com de tenir el quall suficient per a anar deixant anar la informació amb comptagotes, mantenint així permanentment l'interès de l'espectador. | » |
| — Gabriel Menéndez. El Comercio | |   |

## Premis
- Nominada a Millor pel·lícula (quinzena de realitzadors)
- Premi Fipresci al millor llargmetratge 2024. Festival Internacional de Cinema de Gijón[7]
- Premi especial a la contribució artística Tierres en trance 2024. Festival Internacional de Cinema de Gijón